# タイタンMAX

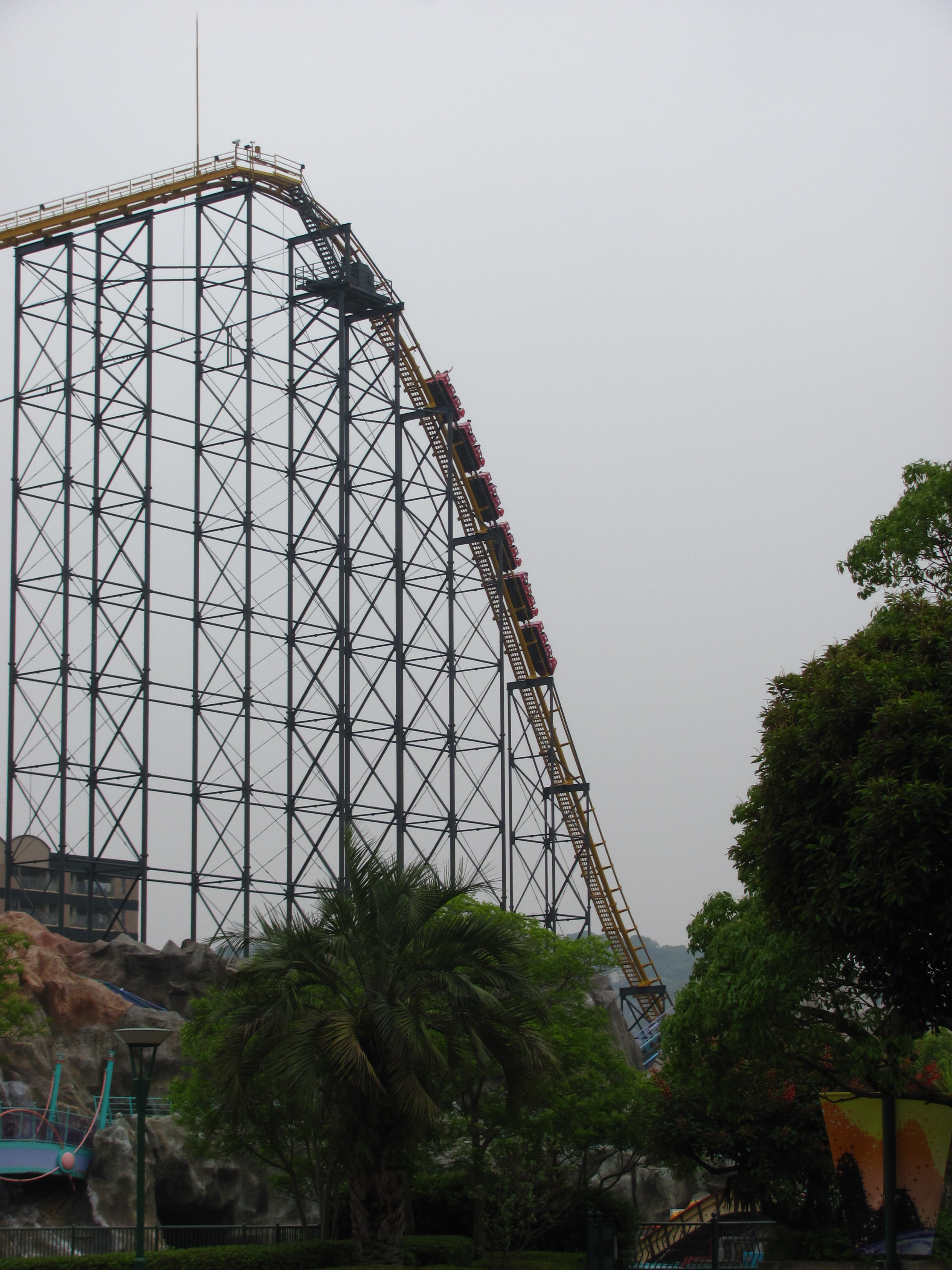
タイタンV時代。2011年撮影

タイタンMAX（タイタンマックス）は、福岡県北九州市八幡東区東田に存在したテーマパーク、スペースワールドの大型ローラーコースターのひとつ。1994年（平成6年）3月4日開業。開業時の名称は「流星ライナー タイタン」。最初のリニューアルから2015年1月25日までは「ミッションライナー タイタンV」の名称で運行され、2015年3月20日より選曲機能を搭載し、座席を覆うカバーを極力少なくむき出し状態にした新車両が導入され、タイタンMAX（タイタンマックス）としてリニューアルされた。

## 概要
マグナムブースターザターン、ヴィーナスGPと共に、スペースワールドを代表する三大コースターのひとつであった。
米国シダーポイントにある「マグナム XL-200(en:Magnum XL-200)」と同型機である。なおタイタンMAXへの改修はアロー社の資産を吸収したS&S社の親会社である三精テクノロジーズが担当している。
演出としては、タイタンMAXリニューアル前には、記憶力のテストと称してスタート前に｢V(ブイ)サイン｣と言うポーズを覚え、ゴール後にクルーの｢サインは？｣という呼び掛けに対し｢V(ブイ)！｣と答えるという演出があった。また、コース中のどこかにあるキーワードの書かれた3つのボードを見つける、という演出もあった。なお、そのボードに書かれていたキーワードは、｢アース｣｢フリー｣｢ヒューマン｣であった。
MAX改修後にはゲートオープンの際に｢ミュージックスキャン！｣とコールしたり、発車時には｢タイタンMAX、ミュージックスタート！｣とコールしたりするなど、音楽をコンセプトとした世界観を演出していた。また、走行中に聞くことの出来る音楽は、期間限定のコラボ音声の企画が数多く行われ、走行中に英語を聞くことができるもの、お経を聞くことが出来るものなどがあった。
また、コース中盤にある下りながらの左カーブ後に右カーブを上る部分は｢タイタンカーブ｣と呼ばれ、車両の全長に対してかなり小さく急なカーブが特徴的であった。その為、直前で大きく減速するブロックブレーキが設置されていた。

## 車両
- タイタンVまでは1両6人乗り(2人×3列)の車両が6両連結された計36人乗り。
- タイタンMAXでは1両4人乗り(2人×2列)の車両が6両連結された計24人乗り。各車両前列の座席は足が床につかない仕様になっている。

## スペック
- 最高速度 - 114.4km/h[1]
- 最高部高度 - 56.4m[1]
- 最大落差 - 54m[1]
- 最大傾斜角 - 60度[1]
- 最大加速度 - 3.7G[1]
- コース全長 - 1,523m[1]
- 所要時間 - 約3分[1]
- 定員 - 24名（4人乗り×6両）
- 乗車規定 - 身長120cm以上（身長130cmまでは保護者同伴が必要）
- 製造メーカー - アロー社（アメリカ）[1]

## その他
- 2007年12月31日、ホームに入る直前に3、4両目をつなぐ連結器が外れ、減速していた前方車両に後続が追突し、負傷者を出す事故を起こした[2]。
- タイタンVの「V」は、ギリシャ数字の5と、平和のピースを意味するVサインを表している。
- タイタンMAXの「MAX」には、音楽(Music)を聴きながら空中(Air)をかけ(X)抜ける最高(MAX)のコースター、という意味が込められている。ゲートオープン時にスタッフが「ミュージックスキャン」、またスタート時に「タイタンMAX ミュージックスタート！」という掛け声を行うような演出も見られた。
- 園内の3大コースター（他2つはザターンとヴィーナスGP）の中で最も怖いと説明されていた。他の2つの安全バーは肩まで覆うタイプ（いわゆるハーネス型の安全バー）だが、タイタンは腹部を押さえるバーのみである為。尚、2番目に怖いのはヴィーナスGP、最も怖くないのはザターンであった。後方に行く程スリルが高くなり、タイタンMAXでは後方かつ足が床に着かない後ろから2列目（6両目の前列）の座席が最も怖いと説明されていた。